# Angry Grandpa
Charles Marvin Green Jr. (16. října 1950 Chatham County, Georgie – 10. prosince 2017 Summerville, Jižní Karolína), známý spíše jako Angry Grandpa, byl americký youtuber.
Během deseti let nasbíral Greenův kanál TheAngryGrandpaShow na YouTube celkem 4,7 milionu odběratelů a 1,6 miliardy zhlédnutí. Po předchozích zdravotních komplikacích Green v roce 2017 zemřel na cirhózu jater.

## YouTube kariéra
Kanál TheAngryGrandpaShow byl původně založen v roce 2007 na platformě Break.com Greenovým synem Michaelem a stal se známým především díky svým takzvaným „prankům“, v nichž Green reagoval na provokace svého syna sprostými výkřiky a ničením nábytku, kuchyňských spotřebičů a elektroniky. Značnou pozornost si získaly také jeho komentáře a přehnané reakce na různé události a kontroverzní témata.
Poté, co si Green získal publikum na webu Break.com, přesunul se na YouTube a sklidil zde velký úspěch. Mezi Greenova nejpopulárnější videa patří jeho reakce na videoklip k singlu „Friday“ od Rebeccy Black, který se v roce 2011 umístil v žebříčku virálních videí deníku The Guardian, nebo Greenovo roztrhání lístků na WrestleManii jeho syna, zničení synovy konzole PlayStation 4, rozbití televizoru během zápasu Super Bowl 50 poté, co byl frustrovaný z prohry svého oblíbeného týmu a prank, při kterém sekal katanou do nejsmradlavějšího ovoce na světě. V poměrně neobvyklém žánru na jeho kanále Greenův syn daruje svému otci, který do té doby žil v přívěsu, nový dům a později Chevrolet Bel Air z roku 1955, který vlastnil v mládí, což způsobilo, že Green reagoval výjimečně s radostí a vděčností.
Když byly kladeny otázky ohledně pravosti obsahu ve videích, včetně YouTubera Raye Williama Johnsona, Greenův syn popsal že za to může otcova bipolární porucha, kterou má po něm částečně dědičnou.
V prosinci 2015 Green vydal coververzi na píseň od Waylonga Jenningse „The Most Sensible Thing“ ve spolupráci s hudebníkem Shooterem Jenningsem, se kterým dříve natáčel videoklipy. Od prosince 2020 YouTube kanál stále provozuje Greenův syn. Nahrává tam především posmrtná videa, která vznikla před Greenovou smrtí.

## Osobní život a smrt

### Dětství
Green vyrůstal v chudé rodině v Charlestonu v Jižní Karolíně. Ve škole byl šikanovaný kvůli své váze, což zapříčinilo jeho simulovaní nemoci, aby nemusel do školy. V jeho dětství se také jeho otci přihodila vážná dopravní nehoda, kvůli které bylo jeho celé tělo kromě hlavy a krku ochrnuté. To způsobilo že jeho rodina byla ve finanční krizi.

### Dospělost
V dospělosti se Green dvakrát rozvedl a byl otcem pěti dětí. Jako rodič a před svou kariérou na YouTube se Green popisoval jako „360kilový alkoholik a odtažitý otec“. Později na YouTube přijmul svůj status celebrity a byl to pro něj nový smysl života. V roce 2015 měl Green podle odhadů hodnotu 1,5 milionu dolarů (přibližně 36 050 000 Kč).

### Smrt
Green se potýkal s několika zdravotními potížemi, včetně zápalu plic, ledvinových kamenů a rakoviny kůže, z nichž poslední přešla do remise. Poté, co zkolaboval na synově oslavě 4. července v roce 2017, mu byla diagnostikována cirhóza jater. Po měsících zhoršujícího se zdravotního stavu Green na následky nemoci 10. prosince 2017 ve svém domě ve věku 67 let zemřel. Kromě kolegů z YouTube mu kondolence zaslali Roseanne Barrová, Shooter Jennings a Paul Heyman, přičemž poslední z nich ho označil za „průkopníka YouTube“.